# Ognieupornyj
Ognieupornyj (ros. Огнеупорный) – osiedle w Rosji, w obwodzie czelabińskim, w rejonie czesmieńskim. W 2010 liczyło 604 mieszkańców.